# Jacques-Antoine Moerenhout

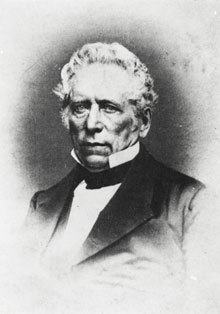
Jacques-Antoine Moerenhout

Jacques-Antoine Moerenhout (* 17. Januar 1796 in Ekeren, heute Stadtteil von Antwerpen; † 11. Juli 1879 in Los Angeles) war ein belgischer Kaufmann, Abenteurer, Diplomat und Reiseschriftsteller.

## Biografie
Moerenhout wurde 1796 in Ekeren geboren, als dieser Teil Belgiens noch zu Frankreich gehörte. Er diente ab 1812 in der napoleonischen Armee und ging anschließend nach Paris, um Malerei zu studieren. 1826 wanderte er nach Chile aus und wurde Sekretär des französischen Konsuls in Valparaíso, aber bald schon machte er sich als Kaufmann selbstständig. Moerenhout unternahm mit dem Schoner Volador von Valparaiso aus mehrere ausgedehnte Handels- und Forschungsreisen durch den Pazifik.
- Die erste Reise führte im Dezember 1828 von Chile zur Insel Pitcairn, in den Tuamotu-Archipel und nach Tahiti. Im Tuamotu-Archipel entdeckte er das unbewohnte Atoll Maria Est, das fortan auf den Karten als Moerenhouts Island verzeichnet war.[1] Am 1. März 1829 entdeckte er das zum Tuamotu-Archipel gehörende Minerve-Riff, das er nach dem Botaniker Carlo Bertero (1789–1831), mit dem er befreundet war, Bertero Island nannte.[2] Danach ging es über die Australinseln nach Valparaiso zurück.

- Die zweite Reise begann zum Jahresende 1830 in Valparaiso und führte über die Osterinsel und einige Inseln der Tuamotus nach Tahiti. Moerenhout heiratete 1833 in Valparaiso eine Chilenin, die aber bereits fünf Jahre später starb.

- Die dritte Reise führte im Januar 1834 zu dem zu den Pitcairninseln gehörenden, unbewohnten Ducie und dem benachbarten Henderson, zu den Gambierinseln, nach Rapa und Raivavae sowie wiederum nach Tahiti, wo er sich niederließ.[3]

Er reiste nach Europa und in die Vereinigten Staaten. 1836 kehrte er als Konsul der Vereinigten Staaten nach Tahiti zurück. In dieser Funktion wurde er in den Streit zwischen den französischen (katholischen) und den britischen (anglikanischen) Missionaren verwickelt. Er versuchte zwischen beiden Seiten zu vermitteln, aber als Moerenhout vorübergehend abwesend war, konnte der Missionar und amtierende britische Konsul George Pritchard bereits ein Jahr später seine Demission durch Einflussnahme auf Königin Pomaré IV. erwirken.
Aber Pritchards Einmischung war nur von kurzem Erfolg, denn Admiral Abel Aubert Dupetit-Thouars (1793–1864) setzte Moerenhout kurze Zeit später als französischen Konsul auf Tahiti ein. In dieser Funktion sowie später als Beauftragter des tahitischen Königshauses diente er sechs Jahre, bis britische Marineoffiziere, mit denen er in Konflikt geraten war, und die Missionare der London Missionary Society erneut seine Ablösung erreichten. Moerenhout verließ Tahiti und ging 1845 als französischer Konsul nach Monterey (Kalifornien) und 1859 nach Los Angeles. Moerenhout erlebte den Kalifornischen Goldrausch des Jahres 1848 mit und berichtete über die Ereignisse in einer ausführlichen und umfangreichen Korrespondenz, die als die Moerenhout Dokumente (The Moerenhout Documents) bekannt ist. Er starb am 11. Juli 1879 in Los Angeles.
Sein 1837 erschienenes Buch Voyages aux îles du Grand Océan, eine heute noch interessant zu lesende Beschreibung der pazifischen Inseln, wurde in mehrere Sprachen übersetzt und bis in die Neuzeit mehrfach neu aufgelegt.